# Leadhil·lita
La leadhil·lita és un mineral de plom de la classe dels carbonats que rep el seu nom del jaciment de Leadhills, a Escòcia, on va ser descoberta l'any 1832 a les mines de plom d'aquesta localitat.

## Característiques
La leadhil·lita és un mineral carbonat amb anions sulfat. Químicament és un complex carbonat-sulfat amb cations de plom, hidroxilat. És trimorf amb la macphersonita i amb la susannita, és a dir, totes tres tenen la mateixa fórmula química, però cristal·litzen en estructures diferents. La leadhil·lita cristal·litza en el sistema monoclínic. Normalment es presenta com fins cristalls tabulars pseudohexagonals, encara que també són comunes les formes romboèdriques o piramidals. També pot formar cristalls prismàtics o cúbics granulars. Quan són cristalls grans les cares poden mostrar estriacions, o estar corbades. La formació de macles és molt comuna, amb diverses formes de maclat: com macles lamel·lars, amb contacte entre cristalls de tipus aragonita, com macles penetrants o amb altres lleis d'agrupaments pseudohexagonals.
Segons la classificació de Nickel-Strunz, la leadhil·lita pertany a «05.BF - Carbonats amb anions addicionals, sense H₂O, amb (Cl), SO₄, PO₄, TeO₃» juntament amb els següents minerals: ferrotiquita, manganotiquita, northupita, tiquita, bonshtedtita, bradleyita, crawfordita, sidorenkita, daqingshanita-(Ce), reederita-(Y), mineevita-(Y), brianyoungita, filolitita, macphersonita i susannita.

## Formació i jaciments
Apareix com a mineral de formació secundària en la zona d'oxidació de jaciments d'altres minerals de plom. Sol trobar-se associada a altres minerals com: cerussita, anglesita, lanarkita, caledonita, linarita, diaboleïta, boleïta, wherryïta, paralaurionita o brochantita. Als territoris de parla catalana ha estat descrita a la mina de l'Alforja, situada a la localitat homònima (Baix Camp).